# Pilosa
Los pilosos (Pilosa) son un orden de mamíferos placentarios que incluye los osos hormigueros, los megaterios, los tamandúas y los perezosos. En la actualidad existen únicamente en el continente americano. El origen del orden se remonta a principios del Terciario (hace alrededor de 60 millones de años, poco tiempo después de la extinción de los dinosaurios).
Hasta hace poco se consideraban un suborden del orden Xenarthra que en la actualidad ha sido elevado al rango de superorden. Están emparentados con los armadillos, que hoy se consideran un orden (Cingulata) dentro de los xenartros, aunque los pilosos modernos están muy especializados y superficialmente se parecen poco a los armadillos.

## Clasificación
- Suborden Vermilingua - osos hormigueros
  - Familia Cyclopedidae
    - Género Cyclopes
      - Cyclopes didactylus

  - Familia Myrmecophagidae
    - Género Myrmecophaga
      - Myrmecophaga tridactyla

    - Género Tamandua
      - Tamandua mexicana
      - Tamandua tetradactyla
- Suborden Folivora - perezosos
  - Familia Bradypodidae
    - Género Bradypus
      - Bradypus pygmaeus
      - Bradypus variegatus
      - Bradypus tridactylus
      - Bradypus torquatus

  - Familia Megalonychidae
    - Género Choloepus
      - Choloepus hoffmanni
      - Choloepus didactylus

  - Familia Megatheriidae †
  - Familia Mylodontidae †